# Бужинська Катерина Володимирівна
Катерина Володимирівна Бужинська (ім'я при народженні — Катерина Володимирівна Ящук, 13 серпня 1979, Норильськ, РСФСР) — українська співачка, мецо-сопрано (альт), лауреат Слов'янського базару (1998), народна артистка України. Має пісні українською, російською, англійською, італійською, іспанською, івритом, болгарською.

## Біографія

### Дитинство
Катерина Володимирівна Бужинська народилась 13 серпня 1979 року в Норильську, де прожила три роки, але потім родина переїхала до Чернівців, на батьківщину матері. На початку кар'єри виступала під прізвищем батька Ящук, пізніше взяла прізвище матері — Бужинська.
Успіхи Катерини Ящук на початку творчого шляху пов'язані з дитячим ансамблем «Дзвінкі голоси» при палаці піонерів в Чернівцях та вчителем Марією Когос, у якої вчилась інша відома естрадна виконавиця Ані Лорак. Катерина Ящук також працює в Чернівецькій філармонії. В 1994 році Катерина стає фіналісткою програми першого каналу «Утренняя звезда». Після закінчення 9 класів Чернівецької середньої школи № 33, в 1993 році вступає до спеціалізованого Чернівецького музичного училища імені С. Воробкевича. В 1995 році Катерина Бужинська стає переможницею престижних українських пісенних конкурсів «Дивограй», «Первоцвіт», «Кольорові сни», «Червона рута».
Закінчила Київський національний університет культури і мистецтв з відзнакою.

### Початок кар'єри (1996—1999)
В 1996 році Катерина Бужинська бере участь на фестивалі «Веселад» та здобуває перше Гран-прі. В тому ж році, за запрошенням свого продюсера Юрія Квеленкова, їде до Києва, де, склавши іспити, вступає до другого курсу Київського інституту музики імені Р. М. Глієра на відділення «Естрадного вокалу», де штудіювала вокал в Тетяни Миколаївни Русової.
В 1997 році отримує Гран-прі на фестивалі «Молода Галичина» та «Крізь терни до зірок», і першу премію на «Пісенний вернісаж». В 1997 році успіхи співачки були оцінені у програмі «Шлягер року» — в номінації «Відкриття року».
В 1998 році отримує Гран-прі на міжнародному фестивалі «Слов'янський базар-98» за виконання пісні «Приречена» на вірші Ю. Рибчинського та музику Сержа Лами.
Бужинська співпрацює з поетом Юрієм Рибчинським та композитором Олександром Злотником і після перемоги на «Слов'янському базарі». Пісні та музика, які вони створили стали хітами: «Лід», «Романсеро», «Непокірна», а кліпмейкер Наталія Шевчук робить для них відео. В 1998 році співачка стала володарем премії «Прометей-престиж» в номінації «Юний талант» в програмі «Людина Року». В 1998 році виходить дебютний альбом Катерини Бужинської «Музика, яку я люблю».
В 1999 році отримує Гран-прі за участь на фестивалі «Мальви» в місті Біла Підляська (Польща). В цьому ж році виходить її другий альбом — «Лід». На цю ж пісню було відзнято кліп, в якому взяли участь українські фігуристи Юлія Обертас та Дмитро Паламарчук.

### 2000—2008
У 2000 р. з успіхом закінчує Київське вище музичне училище та отримує диплом бакалавра за спеціальністю «артист естради». В 2001 році Бужинська стає першою представницею України на фестивалі в Сан-Ремо (Італія), де виконала пісню «Україна». При співпраці зі студією НАК в тому ж році виходить альбом «Полум'я». В 2001 році Наталія Шевчук зняла кліп на пісню «Романсеро» із наступного альбому. Зйомки кліпу проходили в Музеї етнографії Пирогово в Києві, але антураж обирався під іспанську та циганську культуру. Текст про шалене кохання та зраду написав Юрій Рибчинський. Президент України нагороджує Бужинську званням Заслуженої артистки України.
Другий кліп на історичну тему для пісні на слова Юрія Рибчинського «Чингісхан» зняв Баходир Юлдашев. Ідея створення художньої роботи із залученням акторів виникла у продюсера співачки за декілька років до зйомок, але реалізувати в 2002 році її зміг за своїм сценарієм Юлдашев на базі Ташкентської кіностудії «Узбекфільм», актори якої також узяли участь в масовках та постановочних боях. Узбецький актор Джавахир Закіров зіграв хана, а Катерина Бужинська його полонену, надалі — дружину, яка в кінці кліпу вбиває хана.
У 2003 році Бужинська випускає альбом «Романсеро». Після завершення роботи над альбомом «Коханою назви» у 2006 році, йде в декретну відпустку. У 2008 році співачці було подаровано зірку на алеї зірок у Чернівцях.

### 2009—2013
В травні 2009 року нагороджена орденом святого Станіслава. У жовтні 2009 року отримала нагороду «Жінка III тисячоліття»..
У 2011 році разом з Володимиром Кузіним перемагає в фіналі телевізійного шоу на телеканалі Україна «Народна зірка-4» та проводить сольний концерт «Королева натхнення».
У 2012 році Олександр Філатович зробив кліп на пісню «Примарилось», музику до якої написав Віктор Чайка, а вірші — Віктор Іонов — її раніше в 2007 році виконала Ірина Аллегрова.
В травні 2013 року отримує музичну нагороду «Найкращий український дует року» в номінації «Гордість української пісні» за виконання пісні «Дві зорі» в дуеті з П.Чорним.

### 2014—2016
В червні 2014 року — виходить восьмий альбом «Нежный, родной».
В липні 2014 року — присвятила пісню Героям нашого часу «Солдат України»
В травні 2015 р. відбувся благодійний «Україна — це ми» у Болгарії, Угорщині, Австрії, Чехії, Німеччині, Італії, Іспанії, Польщі і Україні.
26 травня 2015 року — отримує музичну премію «Золотий диск» за альбом «Як у нас на Україні».
26 травня 2015 року — отримує нагороду від УПЦ КП «За жертовність і любов до України».
Указом Президента України № 670/2015 від 1 грудня 2015 роки за значний внесок в історію і розвиток української культури, патріотизм, популяризацію української пісні у всьому світі, благодійність, волонтерську діяльність і любов до рідного краю, співачці Катерині Бужинської присвоїли звання «Народний артист України».
28 лютого 2016 року бере участь в регіональному конкурсі «Благодійна Україна». В рамках конкурсу «Благодійна Україна» Народна артистка України Катерина Бужинська була нагороджена медаллю «За благодійність в Україні», також співачці вручили диплом «За благодійну та волонтерську діяльність».

### 2017
18 травня 2017 року нагороджена орденом «Берегиня України» міжнародного проекту «Я — Українка»

## Особисте життя
- Перший чоловік — продюсер Юрій Квеленков
- Громадянський чоловік Володимир Ростунов[33]
- Є донька Олена[34].

2З квітня 2014 року вийшла заміж за болгарського підприємця Дімітара Стойчева (болг. Димитър Стойчев).
27 грудня 2016 року народила сина Дмитра та доньку Катерину.

## Пісенні досягнення та відзнаки
- Музична премія «Золотий диск» за альбом «Як у нас на Україні» (березень–травень 2015), тираж понад 200 000 копій.[36]
- Премія «Шлягер року» за пісню «Україна — це ми» (грудень 2014), понад 13 млн переглядів на YouTube і понад 14 000 Shazam-пошуків.[37]
- Офіційний кліп «Україна — це ми!» опубліковано на каналі артистки на YouTube — понад 13 млн переглядів.[38]

## Фестиваль «Під сонцем Болгарії»
З 2019 року є організатором дитячо-юнацького фестивалю української культури в Болгарії. Спочатку захід мав назву «Україна — це ми!» і проходив у місті Ахелой. 2022 року фестиваль було відновлено під новою назвою — «Під сонцем Болгарії» — та перенесено до міста Варна. Метою фестивалю є популяризація української пісні, танцю та мистецтва серед дітей і молоді з різних країн. Участь беруть вокалісти, хореографічні колективи, театральні гурти з різних держав. Обов'язковою умовою є виконання творів українською мовою.
Організовує благодійні концерти в Болгарії на підтримку України. Зокрема, у місті Кітен вона провела концерт за участю українських артистів, а виручені кошти були передані на потреби ЗСУ.

## Благодійність і громадська діяльність
- Благодійний тур «Українці в Європі» (травень 2015): концертна серія в 8 країнах (Болгарія, Угорщина, Австрія, Чехія, Німеччина, Італія, Іспанія, Польща), підтримка української діаспори.[43]
- Тур «Воля» (2023, разом з Михайлом Грицканом): понад 250 благодійних концертів, зібрано понад 6 млн грн для ЗСУ, відзначено відзнакою «За сприяння війську» від Головнокомандувача ЗСУ Валерія Залужного.[44]

### Проєкти та творчі здобутки
У 2023—2024 роках гастролювала з програмою "Воля"в Україні та в Польщі, Норвегії, Іспанії, Італії, Чехії, США, Німеччині та Болгарії.

## Нагороди
- Звання Народна артистка України[46].
- Звання «Заслужена артистка України» (2003)[47].
- Орден Святого Станіслава (травень 2009)[48].
- Лауреатка премії «Жінка III тисячоліття» (2009)[49].
- Гран-прі на фестивалі Слов'янський базар у Вітебську (1998)[50].
- Гран-прі на фестивалі «Крізь терни до зірок» (1997)[51].
- Звання «Співочий посол миру» (2015)[52].
- Орден «Єдність та воля» (2016)[53].
- Медаль «За оборону країни»[54].
- Орден «Берегиня України»[55].
- Увійшла до п'ятдесятки найкрасивіших жінок України[56].

## Відомі пісні
До найвідоміших пісень у репертуарі Катерини Бужинської належать:
- «Україна — це ми»
- «Як у нас на Україні»
- «Романсеро»
- «Духмяна ніч»
- «Солдат України»
- «Європа і Україна»
- «Закохана в осінь»
- «Сила кохання»
- «Поцілуй мене так»
- «По краю прірви»
- «Бажаний»
- «Королева натхнення»
- «VIVA Svoboda»
- «Найкращі подруги»
- «Україна — вишиванка»
- «Приречена»
- «Обіцяю»
- «Любов і щастя»
- «Зорі»
- «Лід. Баллада про фігурне катання»

## Дискографія
- 1998 — Музыка, которую я люблю
- 1999 — Лёд
- 2001 — Пламя
- 2003 — Романсеро[57]
- 2005 — Любимой назови[58]
- 2011 — Королева вдохновения[59]
- 2012 — Як у нас на Україні[60]
- 2014 — Нежный, родной[61]
- 2014 — Як у нас на Україні (оновлений)[62]

## Відеографія
| Рік  | Кліп                  | Режисер             | Автори тексту та музики                 |
| ---- | --------------------- | ------------------- | --------------------------------------- |
| 2002 | «Чингисхан»           | Баходир Юлдашев     | Юрій Рибчинський та Сергій Гримальський |
| 2004 | «Як у нас на Україні» | Наталія Шевчук      | Валерія Серова, Олег Харитонов          |
| 2006 | «Сладкая любовь»      | Наталія Шевчук      | Олег Гаврилюк                           |
| 2007 | «Звёзды»              | Наталія Шевчук      | Віталій Куровський, Руслан Квінта       |
| 2003 | «Женщина-матадор»     | Наталія Шевчук      | Олександр Вратарьов, Gipsy Kings        |
| 2005 | «Свобода»             | Наталія Шевчук      | Юрій Рибчинський, Вікторія Васалатій    |
| 2003 | «Непокорная»          | Наталія Шевчук      | Юрій Рибчинський, Ніколо Петраш         |
| 2001 | «Романсеро»           | Наталія Шевчук      | Юрій Рибчинський, Юрій Рибчинський      |
| 2006 | «Осень»               | Наталія Шевчук      | Олександр Єгоров, Віталій Куровський    |
| 2004 | «Разговор»            | Наталія Шевчук      | Ю. Ключников                            |
| 1999 | «Лёд»                 | Максим Паперник     | Юрій Рибчинський, Олександр Злотник     |
| 2000 | «Счастье, что снится» | Семен Горов         | Віталій Пастух, Василь Ткач             |
| 1999 | «Новогодняя»          | Семен Горов         | Ірина Бартошевська                      |
| 2009 | «You are the best»    | Наталія Шевчук      | Ю. Рибчинський, О. Ларіна               |
| 2009 | «Белая пантера»       | Алан Бадоєв         | Сергій Бакуменко                        |
| 2010 | «Обещаю»              | Олександр Філатович | Олексій Малахов                         |
| 2011 | «Любовь и счастье»    | Олександр Філатович | Анатолій Толстоухов, Олег Шак           |
| 2011 | «Желанный»            | Олександр Філатович | Лариса Архипенко, Віталій Волкомор      |
| 2012 | «Померещилось»        | Олександр Філатович | Віктор Іонов, Віктор Чайка              |
| 2015 | «Мы стоим друг друга» | Катя Царик          | Ольга Животкова, Ольга Животкова        |

## Відзнаки
- Лауреат премії «Жінка ІІІ тисячоліття» в номінації «Рейтинг» (2009)